# Škofija Kamloops
Škofija Kamloops je rimskokatoliška škofija s sedežem v Kamloopsu (Britanska Kolumbija, Kanada).

## Geografija
Škofija zajame področje 120.000 km² s 441.400 prebivalci, od katerih je 61.000 rimokatoličanov (13,8 % vsega prebivalstva).
Škofija se nadalje deli na 24 župnij.

## Škofje
- Edward Quentin Jennings (22. februar 1946-14. maj 1952)
- Michael Alphonsus Harrington (27. avgust 1952-1. avgust 1973)
- Adam Joseph Exner (16. januar 1974-31. marec 1982)
- Lawrence Sabatini (30. september 1982-2. september 1999)
- David John James Monroe (5. januar 2002-1. junij 2016)
- Joseph Phuong Nguyen (1. junij 2016-danes)